# ناوادا
ناوادا (به انگلیسی: Nawada) یک زیستگاه انسانی در هند است که در ناحیه ناوادا واقع شده‌است.

## خصوصیات
ناوادا ۱۰۹٬۱۴۱ نفر جمعیت دارد و ۸۰ متر بالاتر از سطح دریا واقع شده‌است.